# Ninja Tune
Ninja Tune es una discográfica independiente británica con sede en Londres, fundada en 1991 por Matt Black y Jonathan More, el dúo de DJs conocido como Coldcut. 
La discográfica cuenta con una amplia plantilla de DJs reconocidos y productores, además de organizar actuaciones en directo y eventos relacionados. Los artistas que pertenecen a Ninja Tune, se caracterizan principalmente por el carácter innovador y de gran calidad de sus creaciones. Aunque no se considera especializada en ningún estilo concreto de música, en sus producciones destacan la electrónica, el jazz, el hip-hop o el funk.

## Artistas en Catálogo
- 2 Player
- 49th & Main
- 9 Lazy 9
- A Winged Victory For The Sullen
- Abra
- Actress
- Andreya Triana
- Airborn Audio
- Ammoncontact
- Amon Tobin
- Animals on Wheels
- Annabel (lee)
- Anti-Pop Consortium
- Antibalas Afrobeat Orchestra
- Anz
- Ape School
- Ash Koosha
- Austin Peralta
- Autolaser
- BADBADNOTGOOD & Little Dragon
- Baishe Kings
- Bang On!
- Barry Can't Swim
- Beat Spacek
- Bicep
- Big Gigantic
- Big Wild
- Black Country, New Road
- Blockhead
- BNJMN
- Bogus Order
- Bonobo
- Brandon Coleman
- Brian Nasty
- BRONSON
- BRTSH KNIGHTS
- The Bug
- Busdriver
- Cabbageboy
- Cadence Weapon
- Cell Broco
- Chet Porter
- Chris Bowden
- Chrome Sparks
- The Cinematic Orchestra
- Clifford Gilberto
- cLOUDDEAD
- Clusterfunk
- Coldcut
- Congo Natty
- Conner Youngblood
- Conor Albert
- Daedelus
- Darq E Freaker
- Dauwd
- David August
- David Firth
- The Death Set
- Deco Child
- Dedekind Cut
- DELS
- Denis Sulta
- DIAL 666 8100
- Diplo
- DJ BORING
- DJ Food
- DJ Kentaro
- DJ Paypal
- DJ Seinfeld
- DJ Vadim
- Dobie
- Dolor
- Dorian Concept
- The Dragons
- DSP
- Duskus
- Dwight Trible
- EERA
- Elan Tamara
- Elkka
- Emika
- Eskmo
- Euphoreal
- EVAN GIIA
- Evy Jane
- Fakear
- FaltyDL
- Farai
- Fink
- Flanger
- Floating Points
- Florian Kupfer
- Fog
- Folly Group
- ford.
- Forest Swords
- FRENSHIP
- Funki Porcini
- GAIKA
- Gamma
- Genevieve Artadi
- George Riley
- Georgia Anne Muldrow
- Giganta
- Gilligan Moss
- Giraffage
- Golden Features
- Grasscut
- Grey Reverend
- Greyhat
- the group
- H31R
- Hakushi Hasegawa
- The Heavy
- Helena Hauff
- The Herbaliser
- Hex
- Hexstatic
- Hiatus Kaiyote
- Hieroglyphic Being
- Hint
- Homelife
- Howling
- Hype Williams
- I. JORDAN
- Iglooghost
- Igor Boxx
- Illum Sphere
- Illuminati of Hedfunk
- Infesticons
- Infinite Livez
- The Invisible
- The Irresistible Force
- Jaga Jazzist
- Jai Wolf
- James Heather
- Jameszoo
- Jammer
- Jay Daniel
- Jayda G
- Jeremiah Jae
- Jesse Boykins III & MeLo-X
- John Keek
- John Matthias
- Jono McCleery
- Jordan Rakei
- Journeyman
- Juice Aleem
- Julianna Barwick
- Juryman
- K-The-I???
- Kadhja Bonet
- Kae Tempest
- Kai Whiston
- Kamasi Washington
- Kasbo
- Keleketla!
- Kelis
- Kid A
- Kid Koala
- Kidswaste
- King Cannibal[1][2][3]
- King Geedorah
- King Midas Sound
- Kiss Nuka
- Kneebody
- KT and Hex
- Kuedo
- Kutmah
- Lapalux
- LAUREL
- Lee Bannon
- Legowelt
- Leon Vynehall
- Letherette
- Levantis
- Little Dragon
- Little Snake
- Locust Toybox
- Loka
- London Funk Allstars
- The Long Lost
- Lorn
- Lotek Hi-Fi
- Lou Rhodes
- Louis Cole
- Louis Futon
- LP Giobbi
- Lukid
- LYZZA
- Machine Woman
- Machinedrum
- mai.la
- The Majesticons
- Maribou State
- Marie Davidson
- Martyn
- Matthewdavid
- Max And Harvey
- Max Graef & Glenn Astro
- MEMBA
- The Midnight
- Miguel Atwood-Ferguson
- Miguel Baptista Benedict
- Mild Minds
- Mindchatter
- Minimal Violence
- Modeselektor
- Moiré
- Mona Yim & Memphis LK
- Mono/Poly
- Mr. Oizo
- Mr. Scruff
- My Dry Wet Mess
- Nabihah Iqbal
- NameBrandSound
- NASAYA
- NASAYA & MARO
- Nathan Fake
- Nathan Melja
- Neotropic
- New Flesh
- Nick Hook
- NMS
- NY*AK
- obli
- Octo Octa
- ODESZA
- Offshore
- OLAN
- Omnium
- One Self
- Onyx Collective
- O’Flynn
- Paris Suit Yourself
- 박혜진 Park Hye Jin
- Part 2
- PBDY
- Peggy Gou
- Pest
- Phantoms
- Pional
- Plug
- pluko
- The Poets of Rhythm
- Poirier
- Poolside
- Pop Levi
- Portico
- Poté
- Prequel Tapes
- Project Pablo
- Prospa
- PVA
- The Qemists
- Quannum M.C's
- RAC
- Raffertie
- Rahill
- The Rainstick Orchestra
- Raisa K
- Ras G
- Real Life
- Rhys Chatham
- Robotaki
- Romare
- Roosevelt
- Roots Manuva
- Roseau
- Ross From Friends
- Running Touch
- RYAT
- RÜFÜS DU SOL
- Róisín Murphy
- Salami Rose Joe Louis
- salute
- Samiyam
- Sampa The Great
- Samuel
- San Holo
- Sarathy Korwar
- Seven Davis Jr
- Shin
- Shire T
- Shuttle
- Simbiosi
- Sixtoo
- SK Simeon and Yaw Faso
- Skalpel
- Slugabed
- Sofia Kourtesis
- Solid Steel
- Space Dimension Controller
- Spank Rock
- Speech Debelle
- Spokes
- Starkey
- Stateless
- Steinski And Mass Media
- Sticky
- Strangeloop
- Submotion Orchestra
- Super Numeri
- T Love
- Taylor McFerrin
- Teebs
- Tennyson
- Terence Etc.
- Thavius Beck
- Throwing Shade
- Thundercat
- Thunderheist
- Tiga
- Toddla T
- TOKiMONSTA
- Transcend
- Tre Mission
- Treva Whateva
- Troy Samuela
- TSHA
- TTC
- Two Fingers
- Ty
- Tycho
- U
- UMFANG
- The Underachievers
- United Freedom Collective
- Unknown
- Up, Bustle & Out
- Various Artists
- VISION
- Visionist
- VTSS
- Wagon Christ
- Wajatta
- WEN
- Weval
- What So Not
- White Cliffs
- XRABIT + DMG$
- Yahtzel
- Yaya Bey
- yeule
- Young Fathers
- Yppah
- ZOMBY

## Discográficas asociadas
Ninja Tune consta de varias discográficas más especializadas en estilos musicales más definidos, como NTone en música electrónica experimental y Big Dada en hip hop británico respectivamente.

## Recopilatorios Ninja Tune
- The Original Sampler (julio de 1993, BS001)
- Ninja Cuts Funkjazztical Tricknology (marzo de 1995, ZENCD15)
- Ninja Cuts Flexistentialism (marzo de 1996, ZENCD22)
- ColdKrushCuts - Mixed by Coldcut / DJ Food & DJ Krush (febrero de 1997, ZENCD26)
- Ninja Cuts Funkungfusion (abril de 1998, ZENCD33)
- Zentonedada (muestra de Ninja Tune, NTone y Big Dada) (1999, ZENTONEDADA 001)
- Xen Cuts (septiembre de 2000, ZENCD49,)
- Xen Cuts Missed Flipped and Skipped (septiembre de 2000, ZEN49)
- Solesides Greatest Bumps (octubre de 2000
- Urban Renewal Program (agosto de 2002, ZENCD72)
- Zentertainment 2002 (agosto de 2002, ZEN2002)
- ZEN CD - A Ninja Tune Retrospective (enero de 2004, ZENCD85)
- ZEN RMX - A Retrospective of Ninja Tune Remixes (enero de 2004, ZENCD85R)
- Zentertainment 2004 (marzo de 2004, ZEN2004)

## Solid Steel
Solid Steel es el título de una serie de CD de remezclas, un programa de radio y eventos en clubes nocturnos donde artistas de Ninja Tune demuestran su talento en directo.